# Universitat Estatal de San Francisco

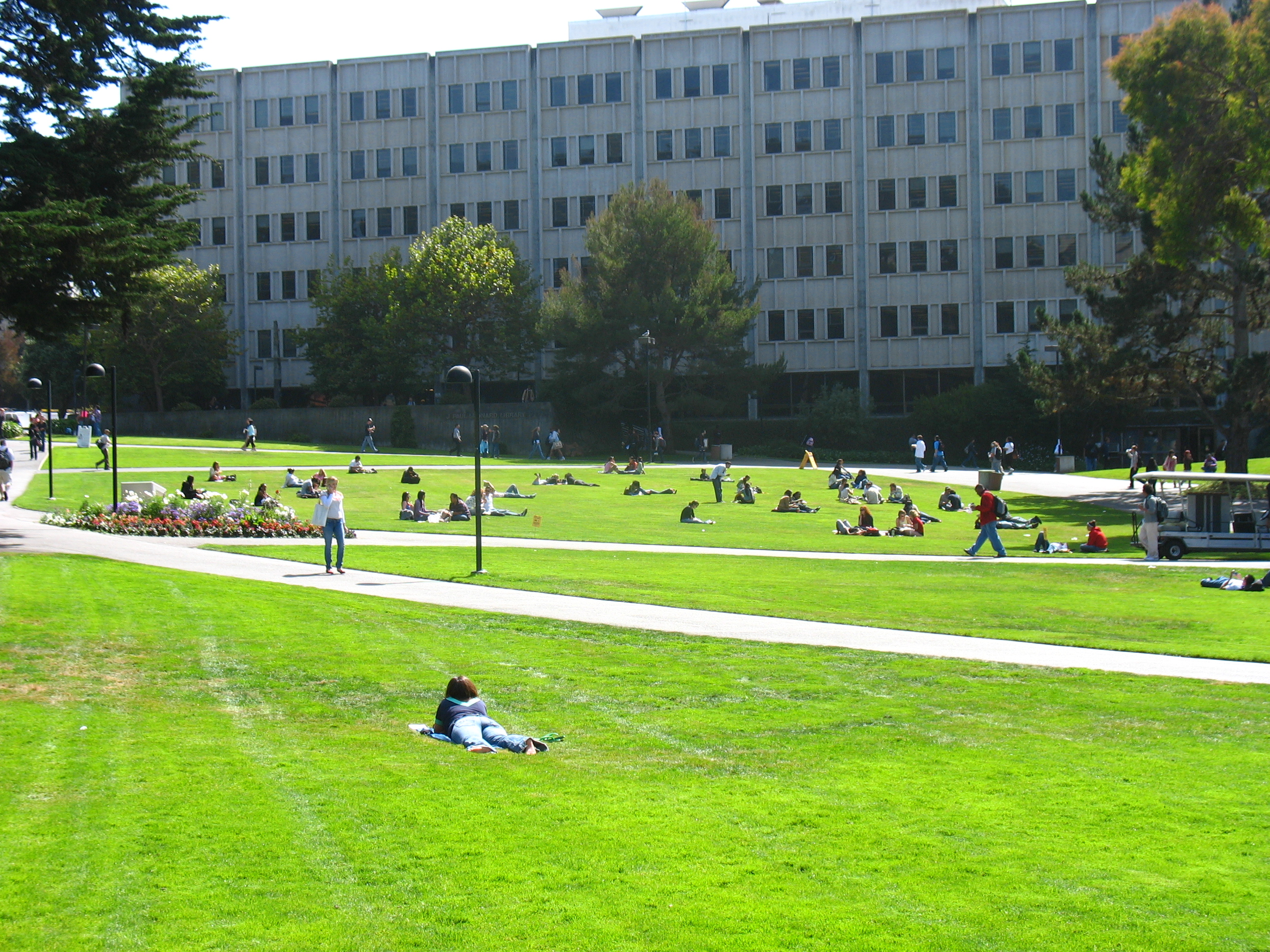
Campus SFSU.

La Universitat Estatal de San Francisco (en anglès San Francisco State University, i informalment San Francisco State, SF State, State i SFSU) és una universitat pública que es troba a la ciutat de San Francisco, al nord de l'estat estatunidenc de Califòrnia.
Forma part de la Universitat Estatal de Califòrnia, una xarxa que integren 23 universitats de l'estat.
La SFSU és considerada com la 48a universitat més ben situada en formació de Masters de la costa Oest dels Estats Units, segons O.S. News & World Report.
Té aproximadament 29.628 alumnes matriculats, dels quals el 80,47% són estudiants de pregrau i el 19,53% restant de postgrau.
Va ser fundada en 1899, sents una de les universitats públiques més antigues de Califòrnia.